# Erromenus
Erromenus är ett släkte av steklar som beskrevs av Holmgren 1857. Erromenus ingår i familjen brokparasitsteklar.

## Dottertaxa tillErromenus, i alfabetisk ordning[1][2]
- Erromenus acutus
- Erromenus alpestrator
- Erromenus alpinator
- Erromenus analis
- Erromenus apertus
- Erromenus basimacula
- Erromenus bibulus
- Erromenus brunnicans
- Erromenus caelator
- Erromenus calcator
- Erromenus defectivus
- Erromenus defrictus
- Erromenus fumatus
- Erromenus glabrosus
- Erromenus irrasus
- Erromenus junior
- Erromenus labidus
- Erromenus labratus
- Erromenus lacunosus
- Erromenus legnotus
- Erromenus marginatus
- Erromenus melanonotus
- Erromenus nasalis
- Erromenus planus
- Erromenus plebejus
- Erromenus punctatus
- Erromenus punctidens
- Erromenus punctulatus
- Erromenus rufifemur
- Erromenus scaber
- Erromenus tarsator
- Erromenus terebrellator
- Erromenus tonto
- Erromenus ungulatus
- Erromenus variolae
- Erromenus zonarius